# St. Johann in Tirol
St. Johann in Tirol este un oraș în Tirol, Austria, situat la altitudinea de 659 m deasupra n.m.. Municipiul are o populație de 9.425 locuitori (ianuarie 2017) și o suprafață totală de 59,15 km².

## Personalități
- Edmund Angerer (* 24. Mai 1740 în St. Johann in Tirol; † 1774 în Fiecht), compozitor al simfoniei Kindersinfonie (Simfonia copiilor)
- Emma Hellenstainer (* 23. Aprilie 1817 în St. Johann in Tirol; † 9. Martie 1904 în Meran), pionier ai Gastronomiei din Tirol
- Willi Gantschnigg, fost deținător al recordului mondial la săritura cu schiurile
- Veronika Aloisia Haag (* 2. Februarie 1963 în St. Johann in Tirol) de nouă ori a devenit campioană în Taekwondo,  a devenit la fel campioană cu echipa Austriei la Jocurile Olmpice de vară 1988, din Seul.
- Stefanie Endstrasser, campioană multiplă națională la golf
- Carlos Kammerlander (* 6. Octombrie 1989), vicecampioană la combinația de nord
- Andreas Schnederle-Wagner (n. 24. iulie 1981 în St. Johann in Tirol), vicecampion austriac la curling
- DJ Ötzi (sau: Gerhard Friedle, n. 7 ianuarie 1971 în St. Johann in Tirol), Entertainer (manager) austriac și cântăreț

## Turism
St. Johann în Tirol este una dintre stațiunile de schi cele mai populare și mai mari din Austria, situată între Munții Kaisergebirge (2.344 m) și Kitzbühler Horn (1.996 m).

## Orașe înfrățite cu St. Johann in Tirol
- Redford (Michigan), SUA
- Fuldabrück,  Germania
- Rovaniemi,  Finlanda
- Valeggio sul Mincio, Italia

## Galerie de imagini

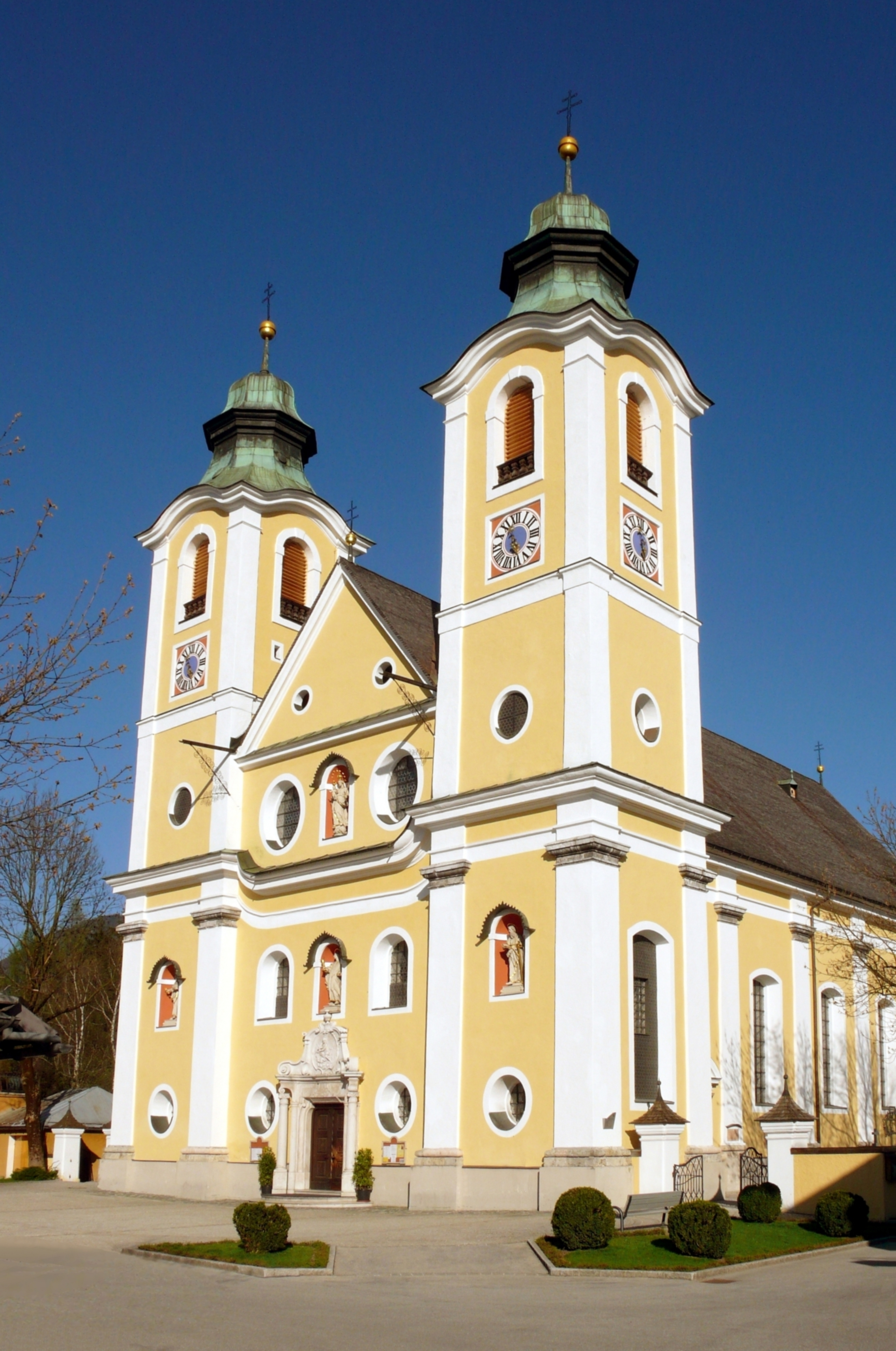
St.Johann biserica Maria Himmelfahrt
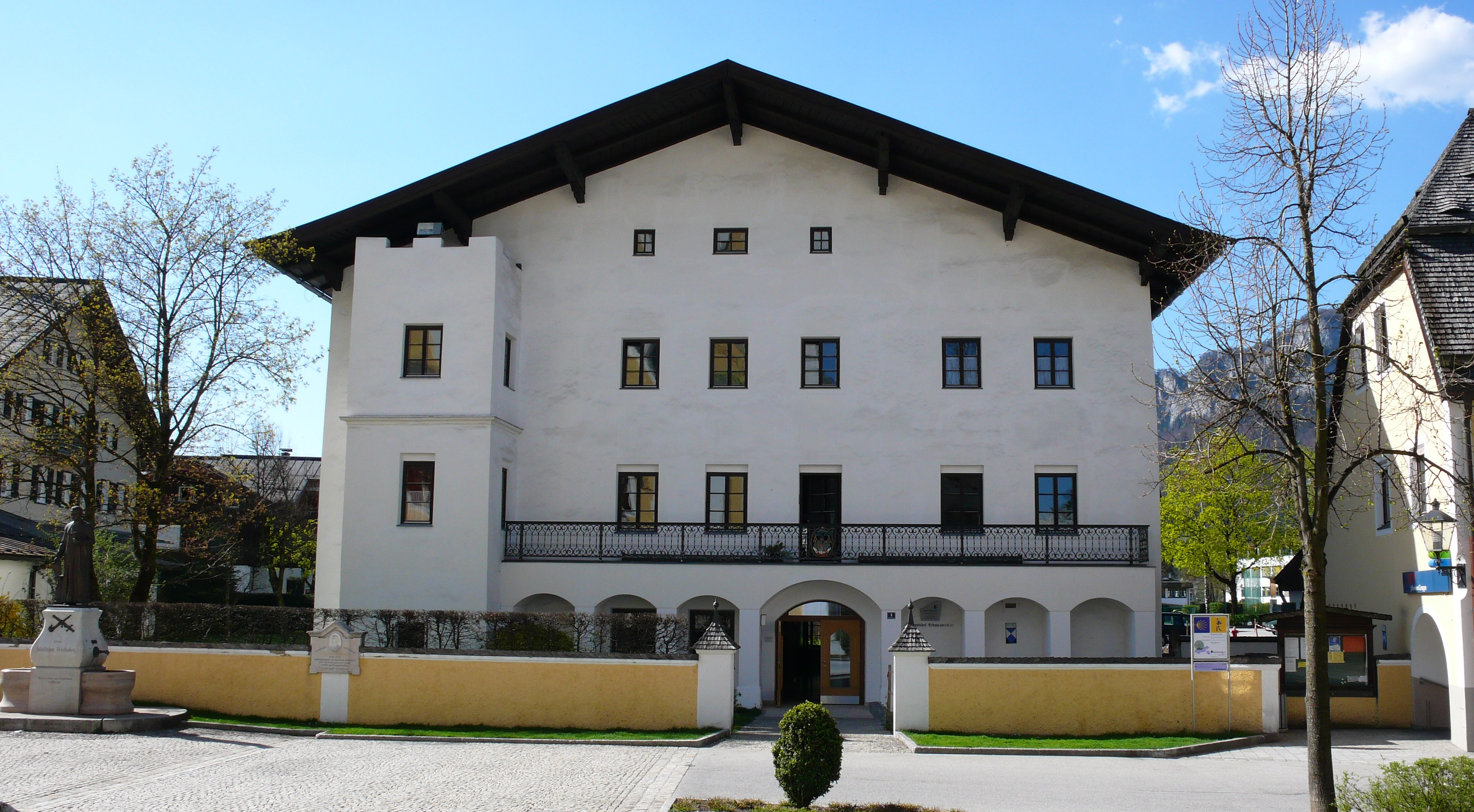
Dekanatshof- construit in 1400
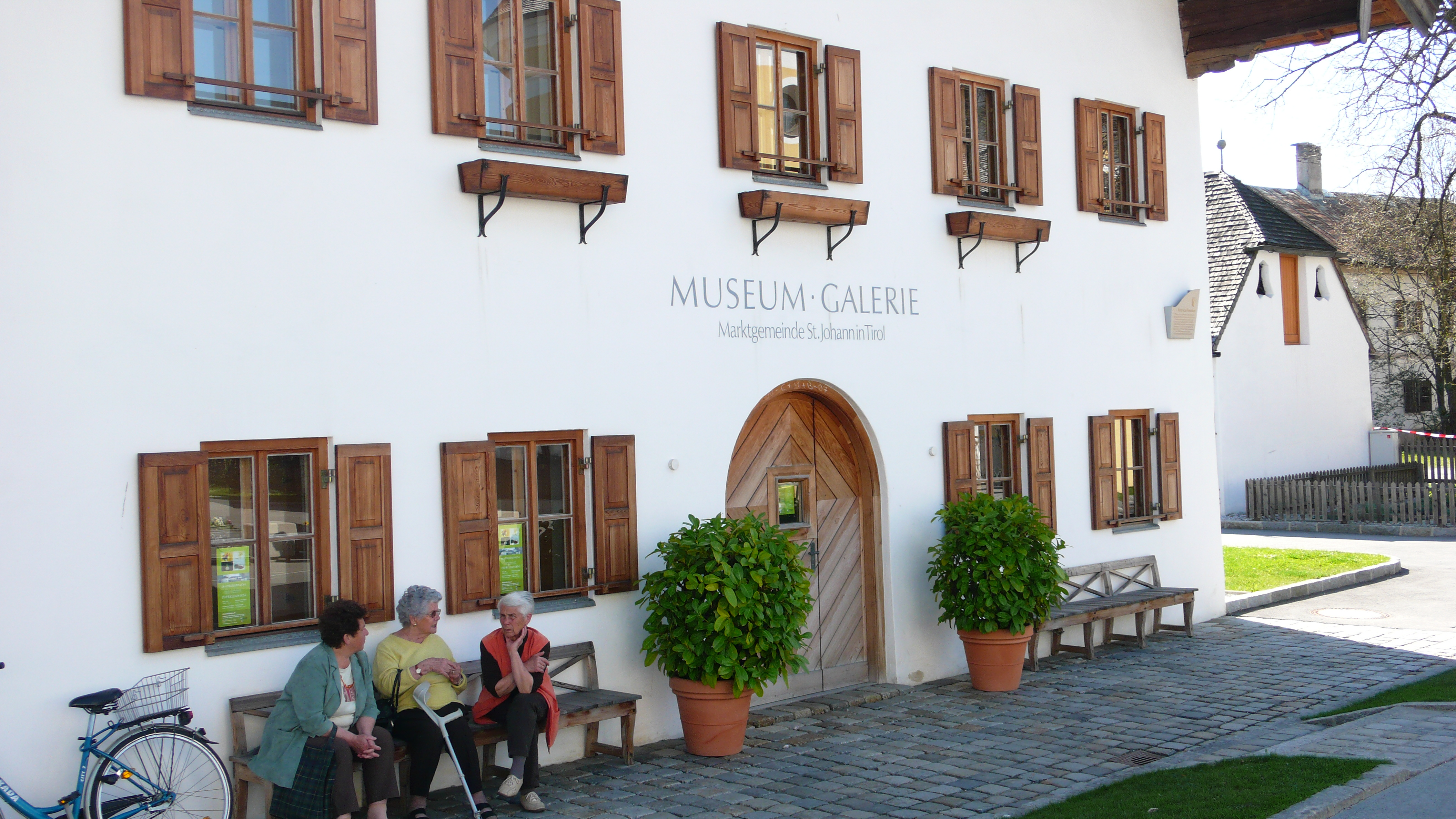
Muzeu
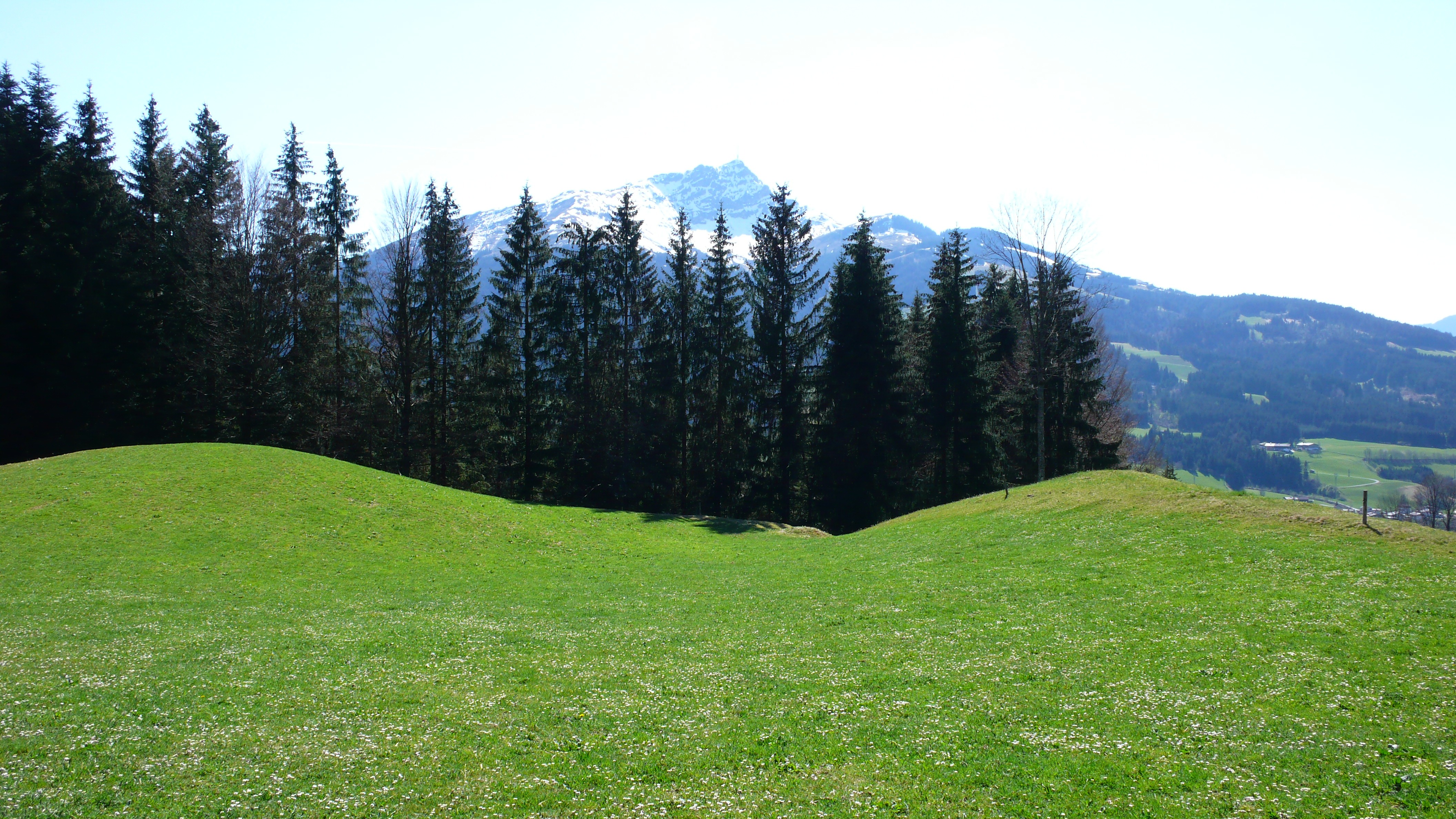
Piscul Kitzbühler Horn
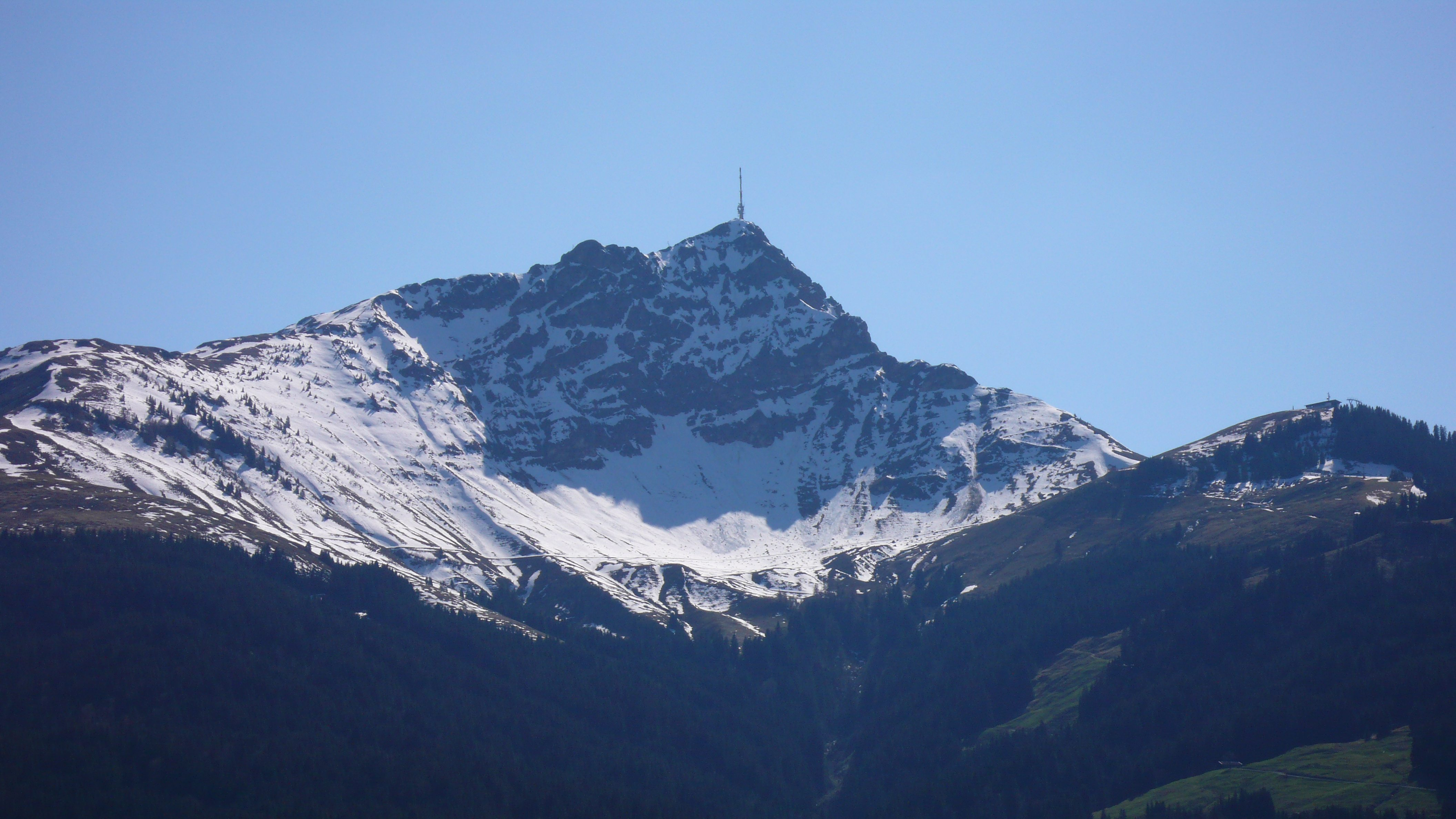
Piscul Kitzbühler Horn
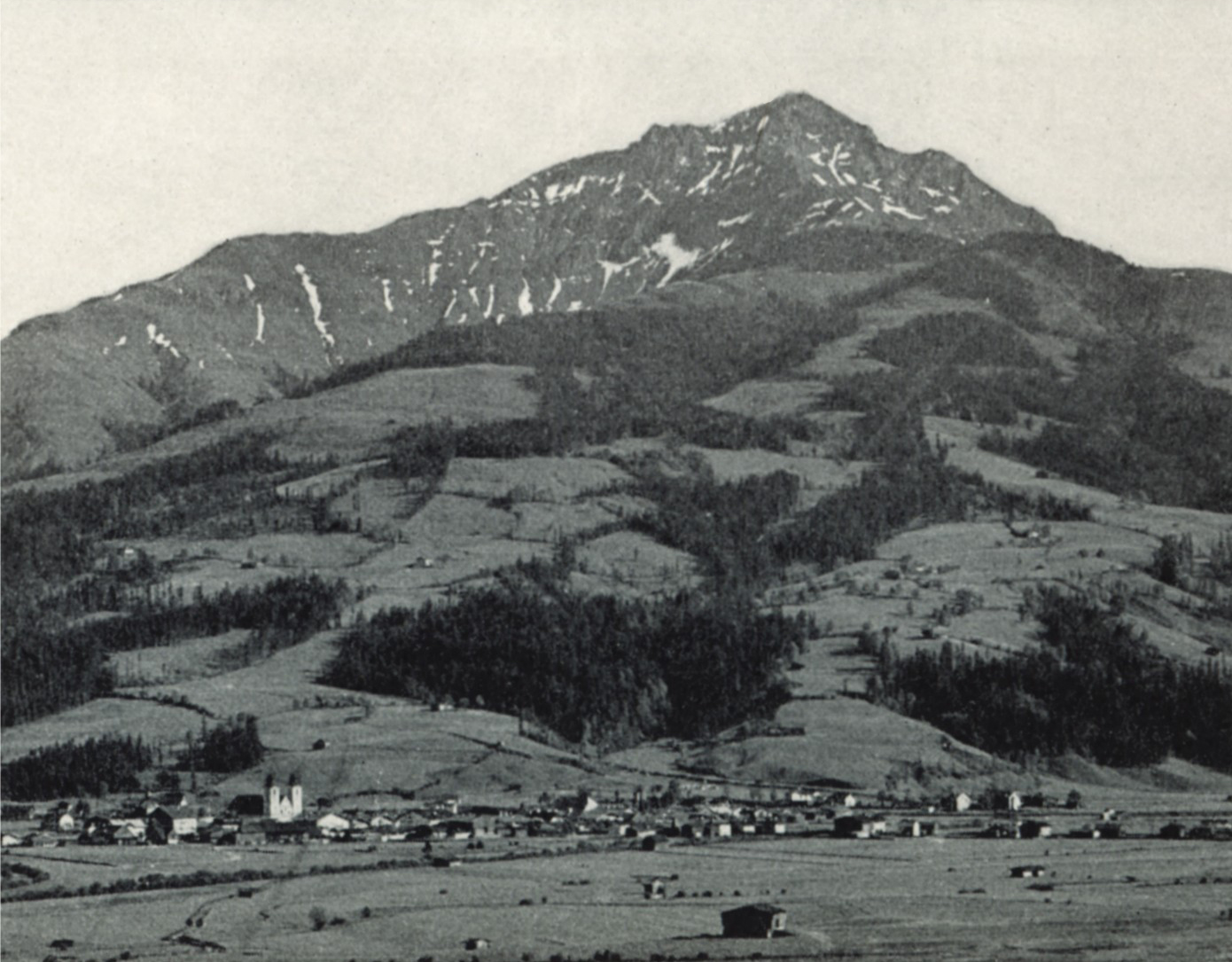
St.Johann in Tirol ca. 1898
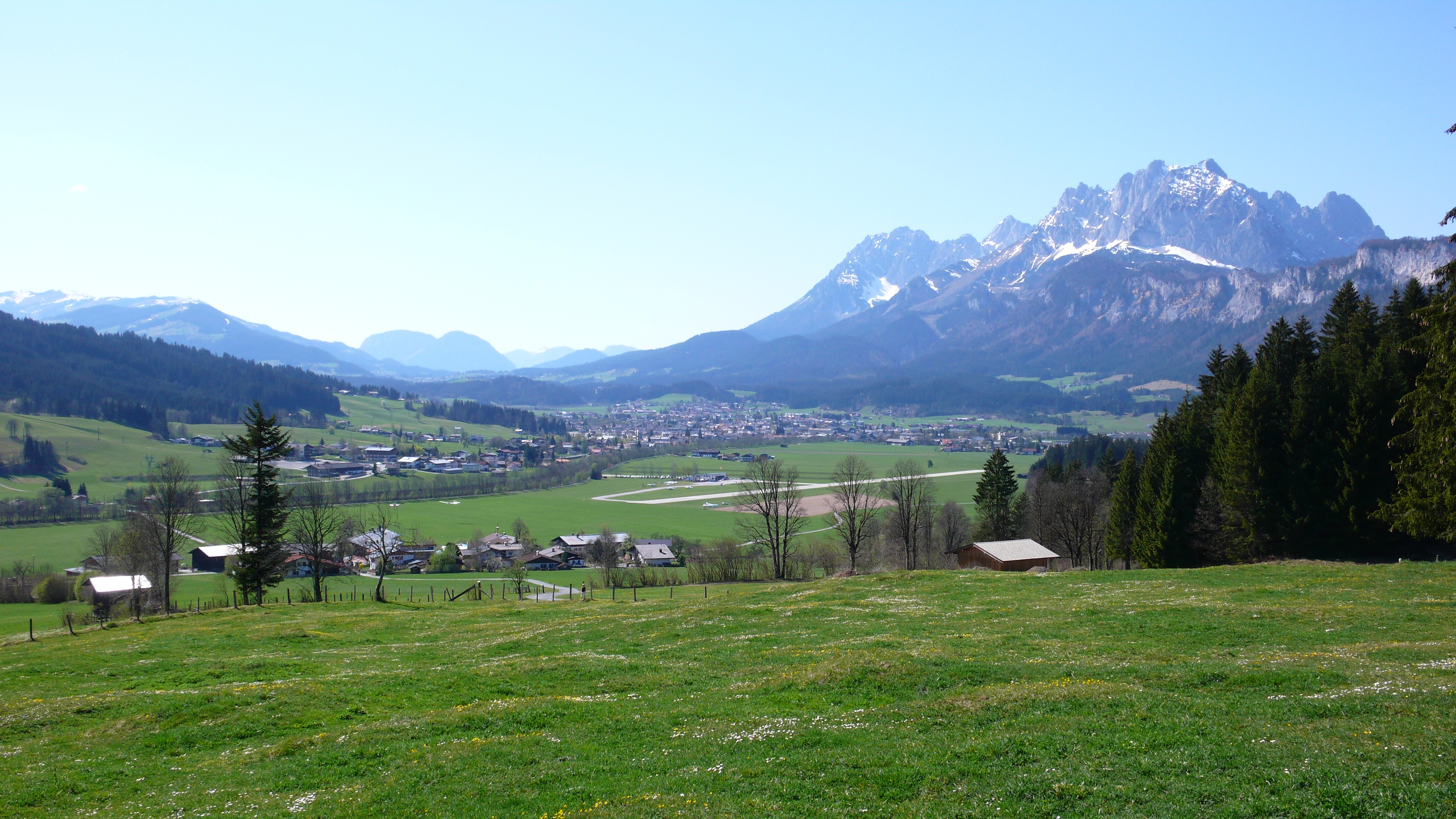
St. Johann in Tirol munţii Kaisergebirge
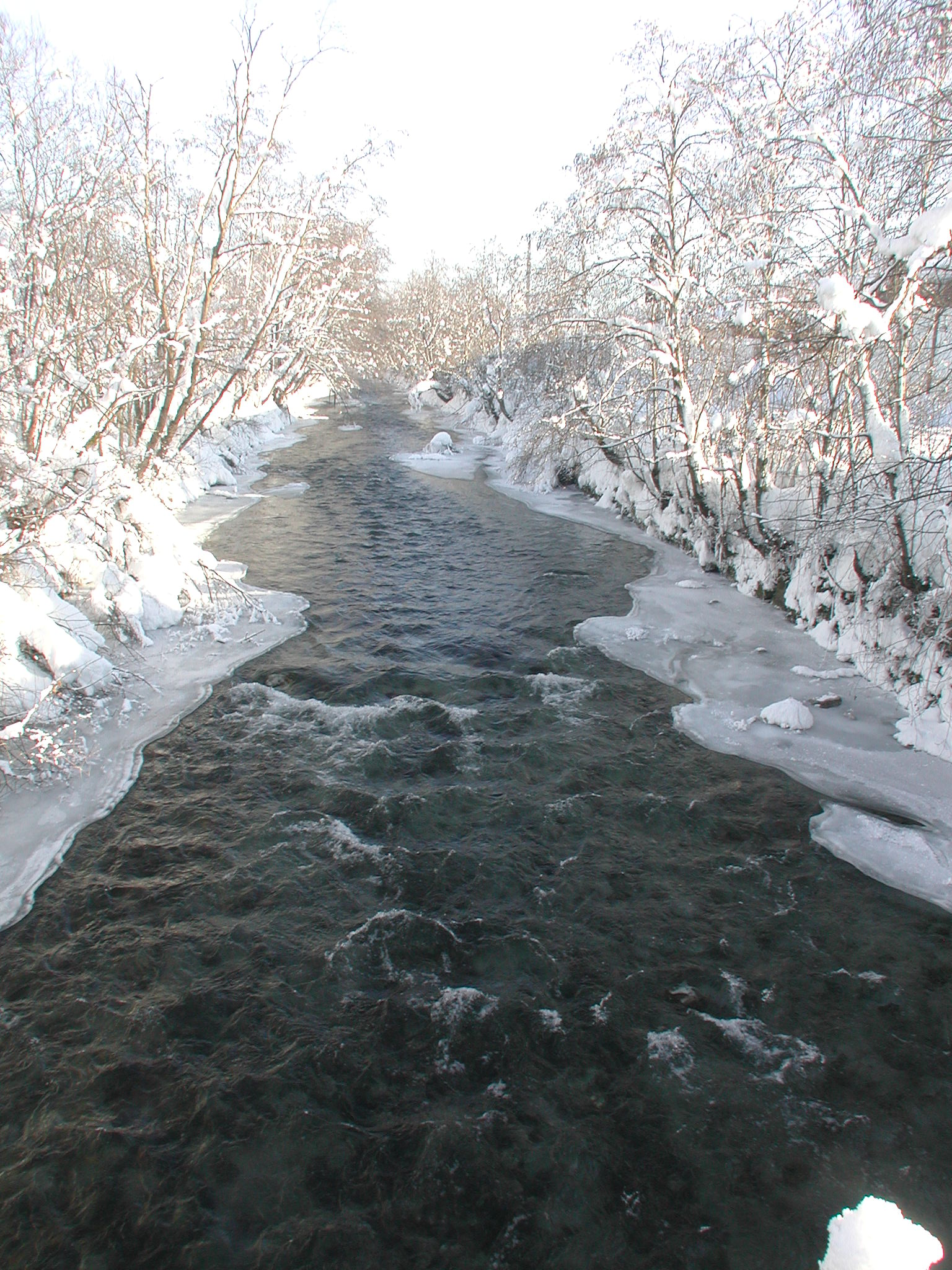
Pârâul Fieberbrunner Ache la St. Johann in Tirol
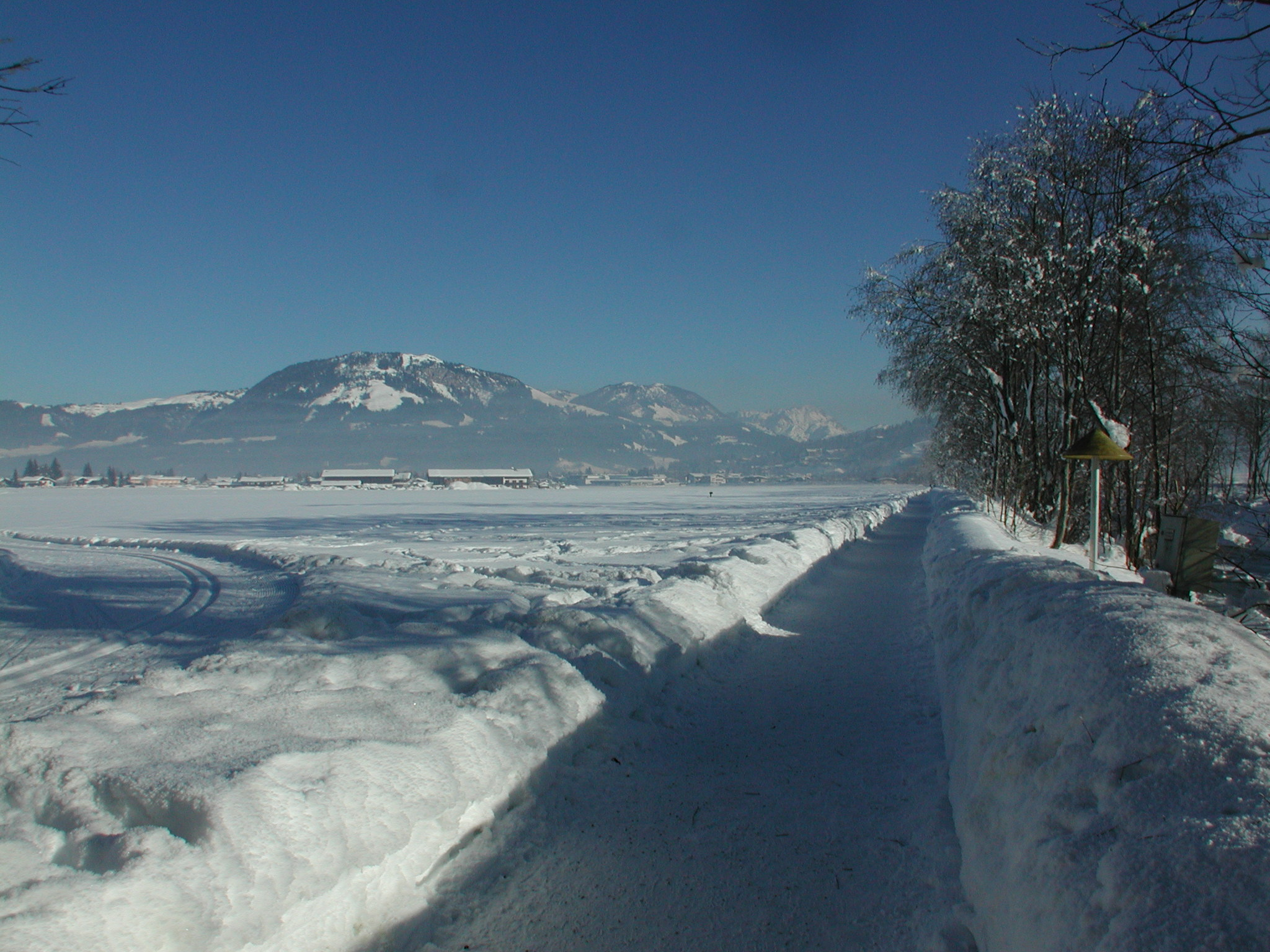
Iarna 2006
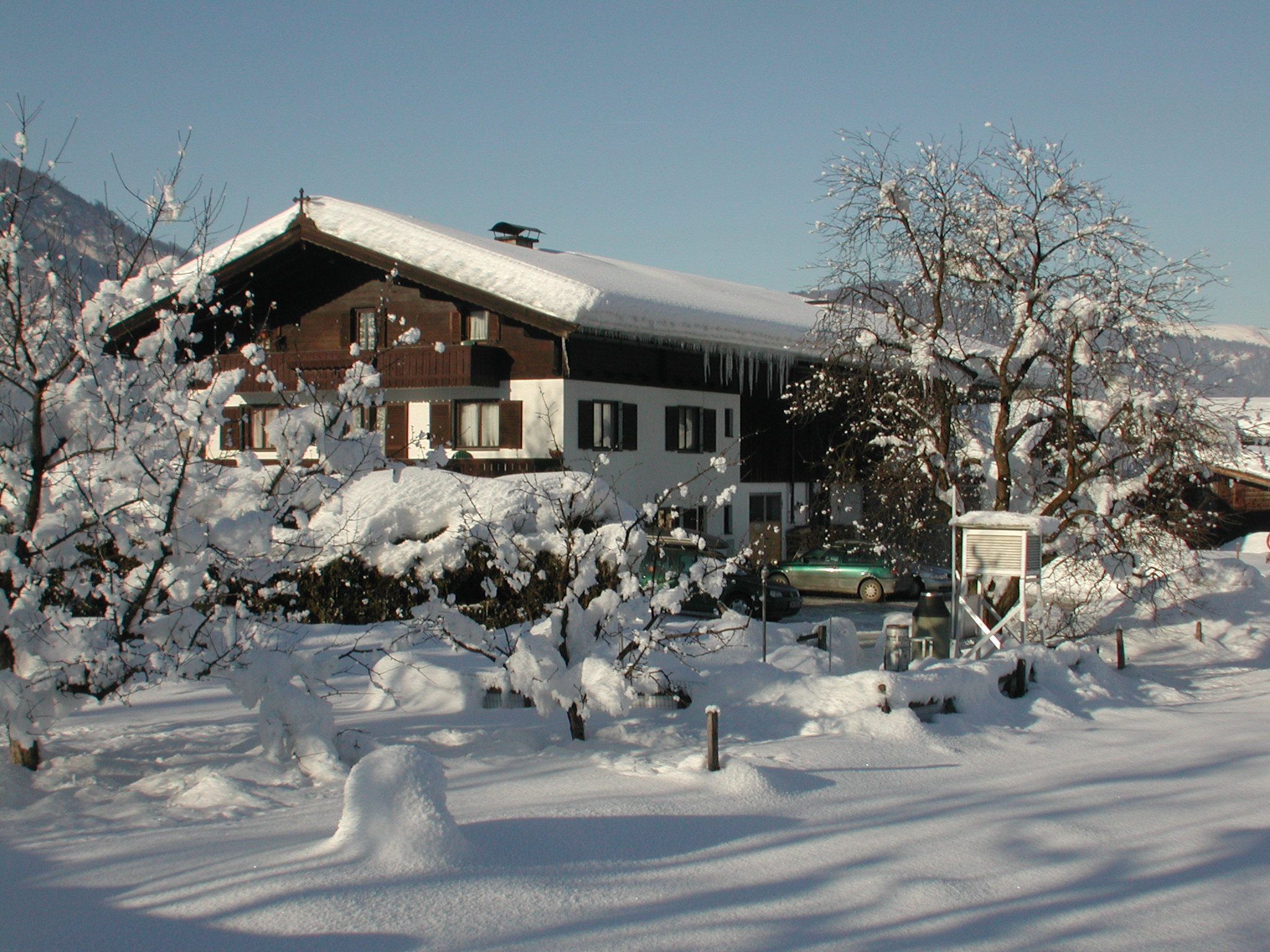
Moar Hof, (gospodăria Moar) St. Johann in Tirol, Jänner 2006
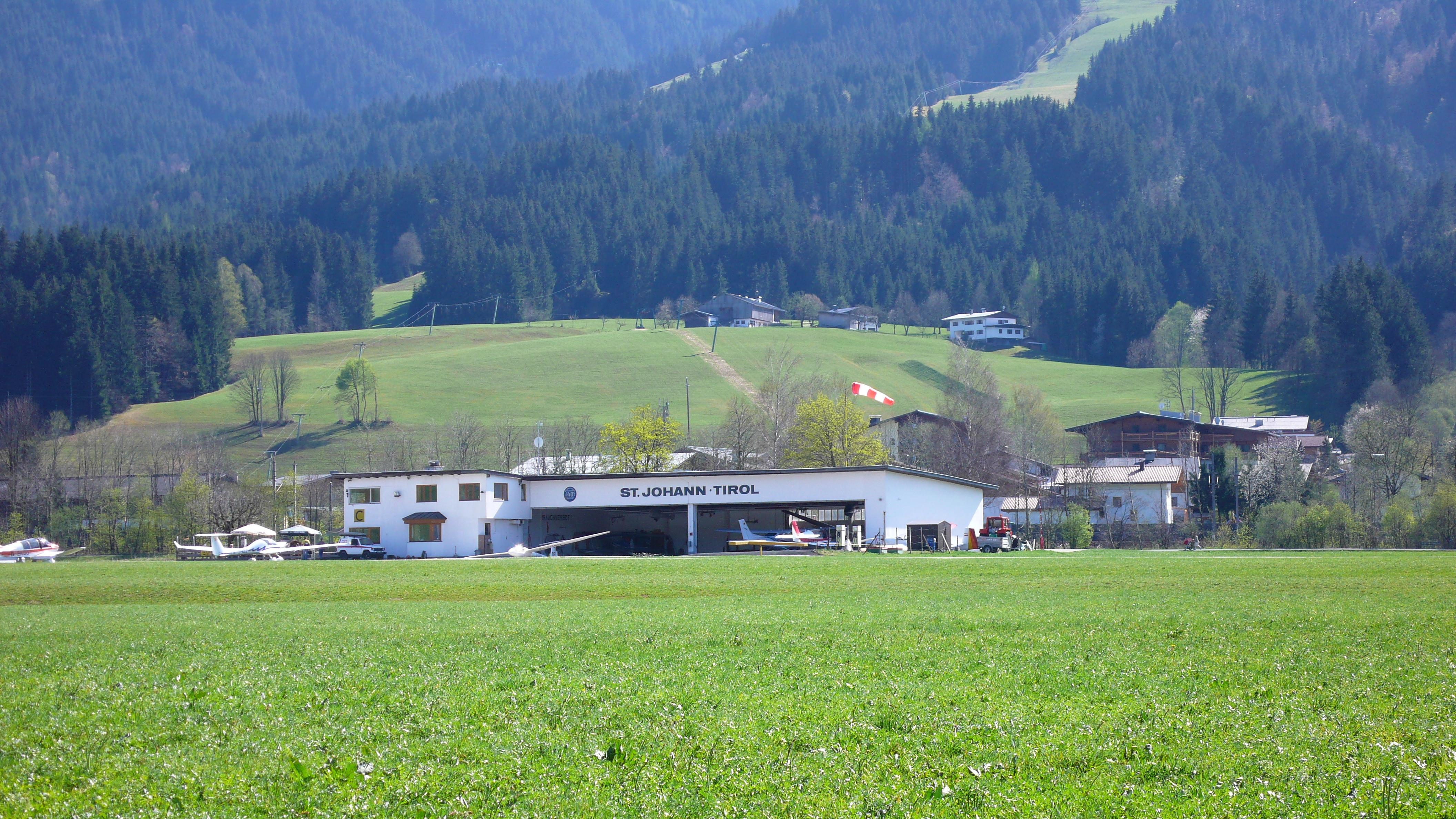
ICAO_Code_LOIJ
- Capela Antonius
- Frescă din Capela Antonius
- Cruce în amintirea pestei din secolul XVII
Kaisersaal (Sala imperială) St. Johann in Tirol
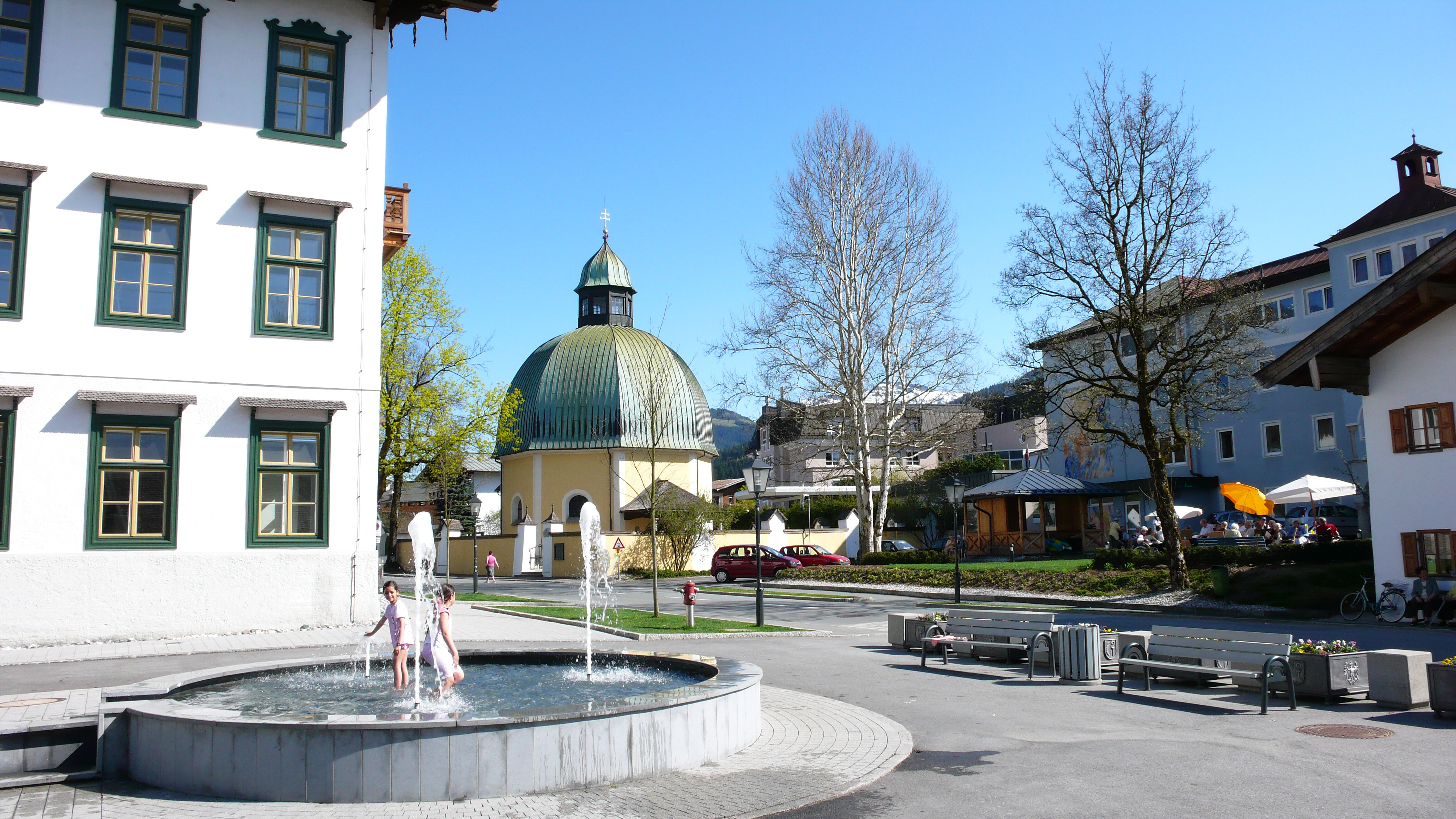
Capela Antonius
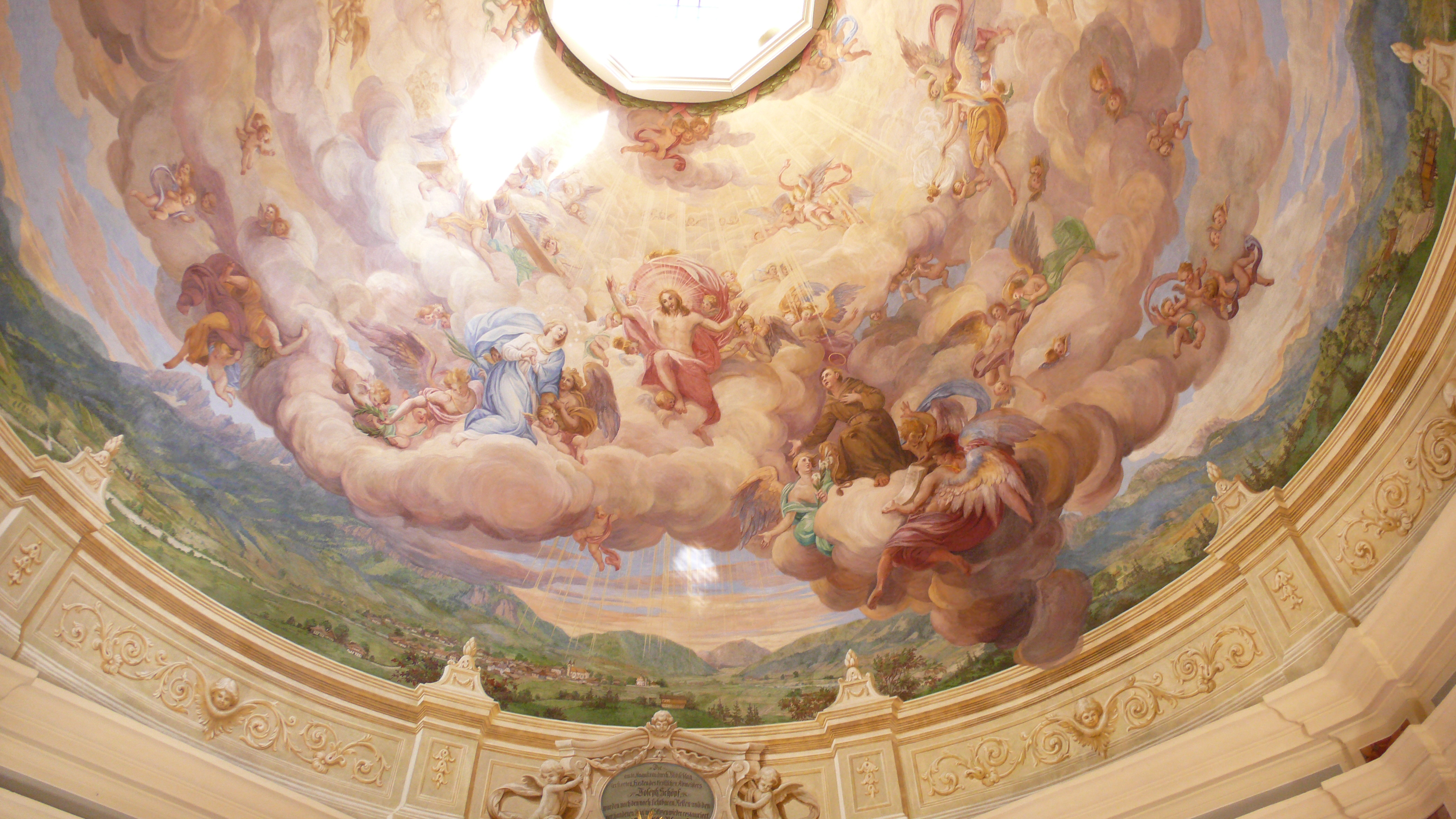
Frescă din Capela Antonius
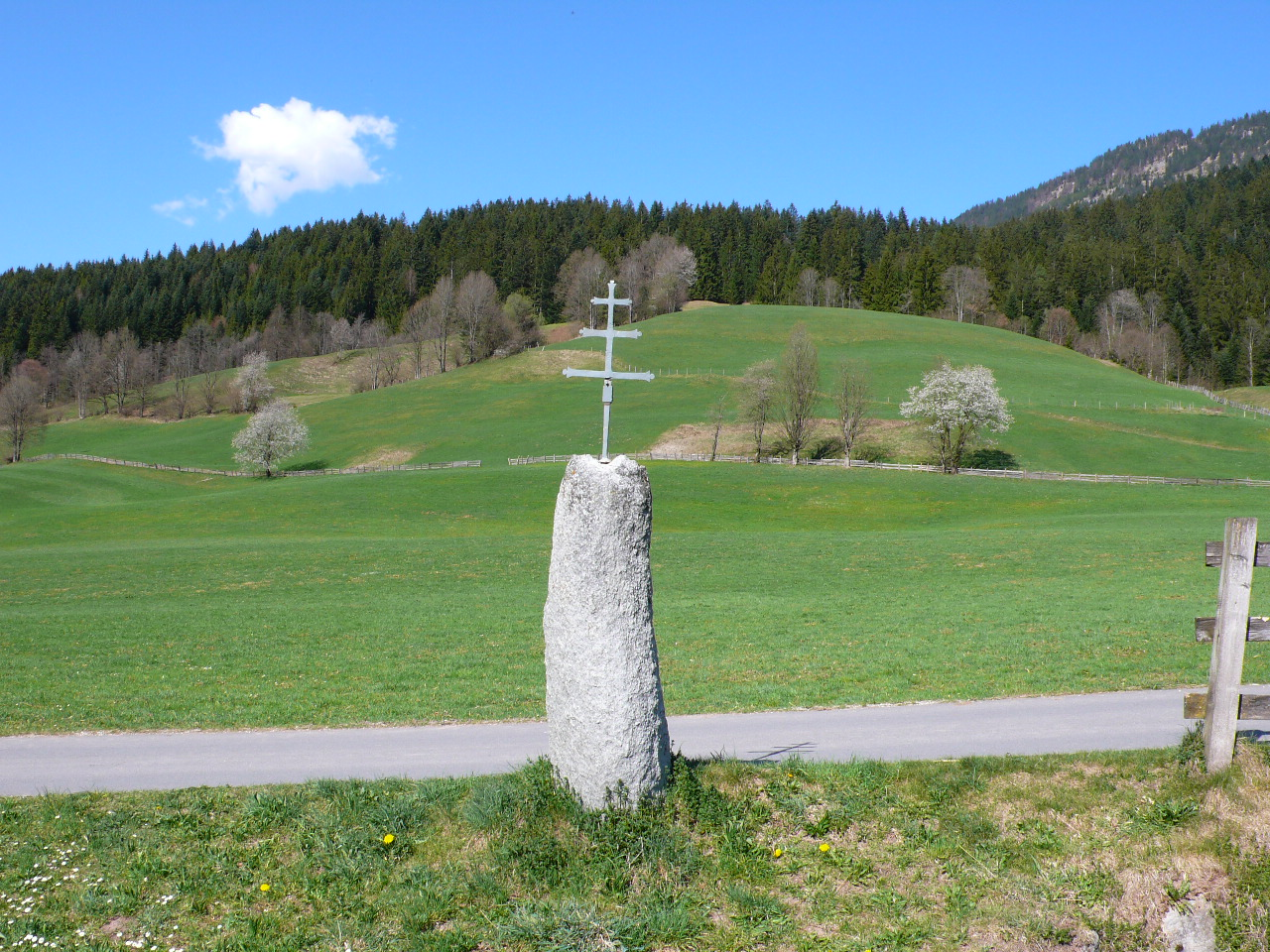
Cruce în amintirea pestei din secolul XVII
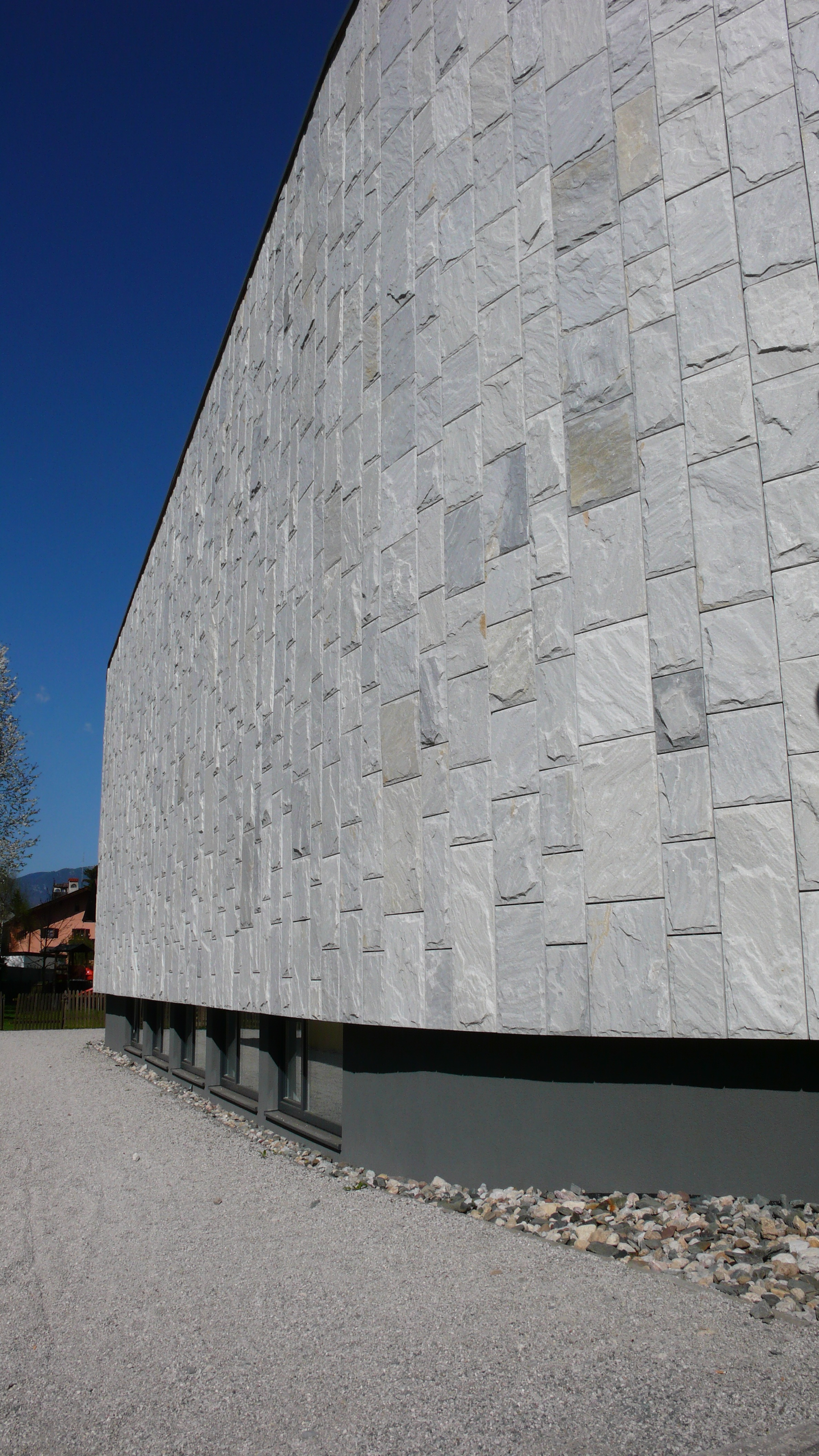
Kaisersaal (Sala imperială) St. Johann in Tirol